# Лос-Андес (місто)

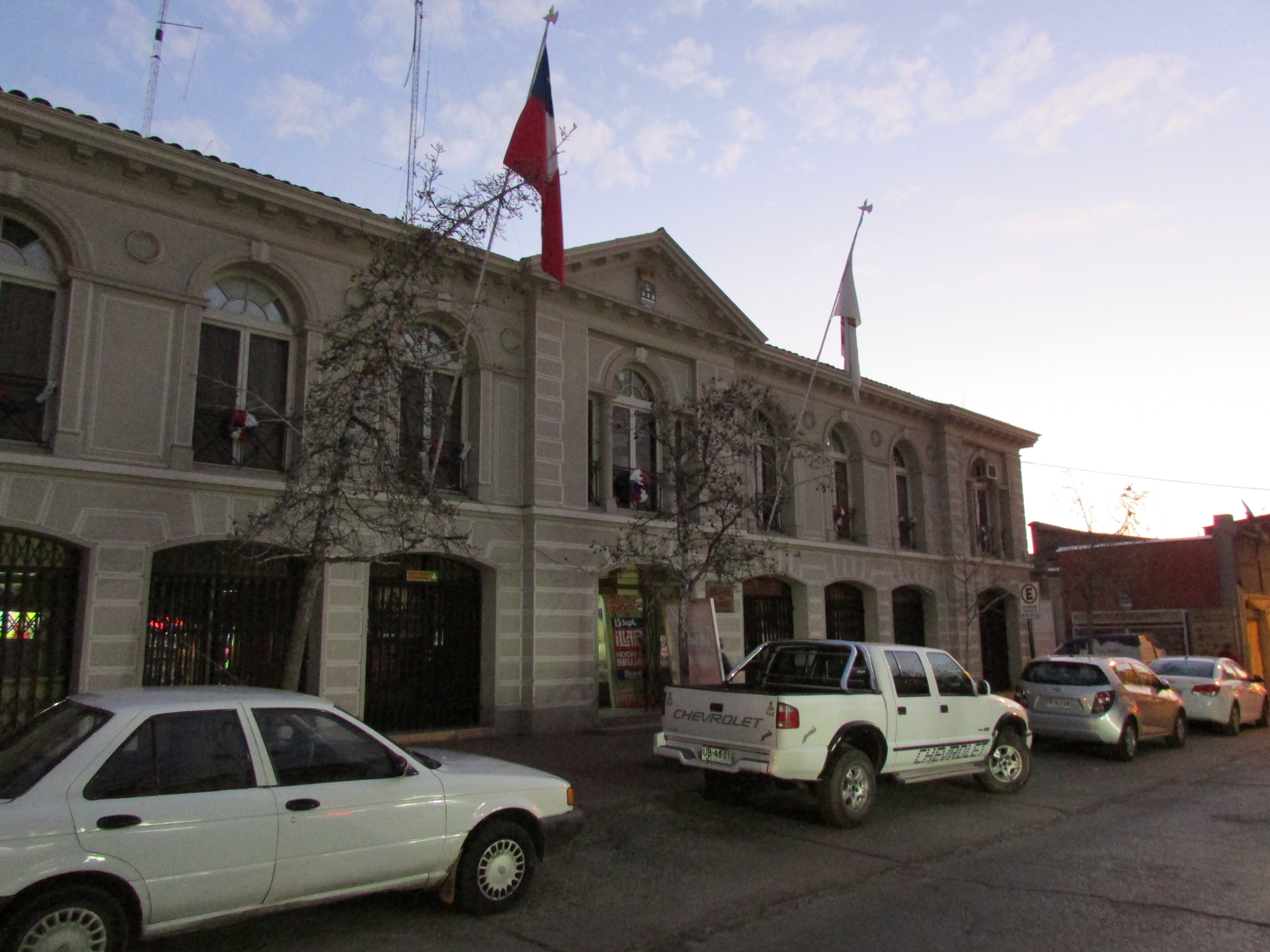
Муніципалітет Лос-Андес.

Лос-А́ндес (ісп. Los Andes) — місто в Чилі, адміністративний центр однойменної комуни. Населення міста — 55 — 127 осіб (2002). Місто і комуна входить до складу провінції Лос-Андес та регіону Вальпараїсо.
Територія — 1 248 км². Чисельність населення — 66 708 мешканців (2017). Щільність населення — 53,5 чол./км².

## Розташування
Місто розташоване за 100 км на схід від адміністративного центру області міста Вальпараїсо.
Комуна межує:
- на півночі — з комуною Сан-Естебан
- на сході — з провінцією Мендоса (Аргентина)
- на південному сході — з комуною Сан-Хосе-де-Майпо
- на південному заході — з комунами Кальє-Ларга, Коліна
- на заході — з комуною Сан-Феліпі